# Льюїс Воллес
Лью́їс «Лью» Во́ллес (англ. Lewis «Lew» Wallace; 10 квітня 1827 — 15 лютого 1905) — американський юрист, губернатор, генерал армії Півночі під час Громадянської війни у США в 1861—1865 роках, політичний діяч і письменник. Воллес служив губернатором території Нью-Мехіко у виру війни в графстві Лінкольн, покладаючи великі сили, щоб зарадити насиллю.
Є автором кількох романів і біографій, але найбільше відомий як автор історичного роману «Бен-Гур» (1880), що став бестселером від моменту його публікації й названого «найвпливовішою християнською книгою XIX століття»; роман був чотири рази екранізований.

## Біографія
Льюїс Воллес народився 10 квітня 1827 року в Бруквіллі (штат Індіана) в родині відомих політичних діячів Середнього Заходу. Його батько здобув освіту у Військовій академії США у Вест-Пойнті, був віце-губернатором штату Індіана. Мати була добре відомою активісткою за права жінок. Льюїс протягом нетривалого часу навчався в підготовчій школі Вобаш (англ. Wabash Preparatory School). Пізніше вивчав право.
Коли почалась американо-мексиканська війна поступив на службу лейтенантом у піхотному полку. Проте він не брав участі в бойових операціях. Згодом Воллес вивчав право в Індіанаполісі й 1849 року був прийнятий до адвокатури штату. 1852 року одружився з поетесою Сьюзен Арнольд Елстон. 1856 року він був обраний до Сенату штату Індіана. Під час Громадянської війни (1861—1865) Воллес служив офіцером в армії Союзу. 1861 року дістав звання бригадного генерала, а наступного року — звання генерал-майора. Керував визволенням Цинциннаті, Огайо та Вашингтона (округ Колумбія) від загонів конфедератів. Після війни Воллес був членом військового трибуналу з розслідування вбивства президента Авраама Лінкольна. У листопаді 1865 пішов у відставку з армії. По закінченні війни, Воллес і далі намагався допомагати мексиканській армії.
1873 року Льюїс Воллес дебютував як письменник із романом «The Fair God» («Справедливий Бог»), що зображує захоплення іспанцями держави ацтеків. 1878 року після завершення активної військової кар'єри, був призначений губернатором штату Нью-Мексико. Обіймав цю посаду Воллес протягом трьох років. Після того з 1881 до 1885 був послом США в Османській імперії.
Помер Льюїс Воллес 1905 року на батьківщині — у місті Кроуфордсвілл.

## Основні твори
- «Справедливий Бог» (The Fair God 1873),
- Бен-Гур: розповіді про Христа (1880),
- Life of Benjamin Harrison (1888),
- Boyhood of Christ (1888),
- The Prince of India; or, Why Constantinople Fell (1893),
- Autobiografia (1906).